# Vombisidris philippina
Vombisidris philippina – gatunek mrówki z podrodziny Myrmicinae.
Gatunek ten został opisany w 2010 roku przez Herberta Zettela i Danielę M. Sorger.
Robotnica ma ciało długości od 2,8 do 2,9 mm, ubarwione czarniawobrązowo z żółtawobrązowym wierzchołkiem gaster, żółtymi do brązowych czułkami, żółtymi żuwaczkami i stopami, białawożółtymi goleniami oraz brązowymi pozostałymi częściami nóg. Głowa o dużych oczach, nieprzerwanie ciągnących się od nasad żuwaczek po krawędź bocznopotyliczną rowkach podocznych i stosunkowo krótkich czułkach, z wierzchu siateczkowato pomarszczona. Szczecinki na mezosomie dłuższe niż na głowie. Smukłe śródplecze nie wystaje na boki. Długie, zakrzywione do wewnątrz kolce wieńczą pozatułów. Stylik petiolusa długi, mniej więcej w połowie długości zaopatrzony w przetchlinki.
Mrówka znana z filipińskich wysp: Cebu, Negros (prowincja Negros Oriental) i Luzon (prowincje Laguna i Quezon).